# Bourdenay
Bourdenay – miejscowość i gmina we Francji, w regionie Grand Est, w departamencie Aube.
Według danych na rok 2010 gminę zamieszkiwało 110 osób, a gęstość zaludnienia wynosiła 5,9 osób/km².